# Надгробни споменик Миловану Јелушићу у Грабу
Споменик Миловану Јелушићу (†1863) у Грабу налази се на Илића-Јовичића гробљу у селу Граб (Лучани), Општина Лучани. Подигнут је рано преминулом марвенокупцу Миловану Јелушићу, припаднику новог друштвеног слоја трговаца стоком који је нарочито ојачао након 1839. године, када су Уставобранитељи прогнали из Србије „главног марвеног купца кнеза Милоша који је својим монополом био главна сметња либерализацији и демократизацији” ове врсте трговине.

## Опис
Споменик у облику усправне плоче од жућкастог пешчара. У врху источне стране урезан је стилизован удвојени крст на постољу. На полеђини споменика, у правоугаоном пољу надвишеним луком са крстом и Христовим иницијалима ИС ХС уписан је текст епитафа. Наставак натписа у најнижој зони оивичен је орнаменталним фризом и клинастим урезима.
Споменик је делимично прекривен лишајем. На први поглед делује добро очуван, али због напрснућа на бочној страни прети опасност урушавања читавог површинског слоја сипког пешчара. 

### Епитаф
Текст исписан читким словима предвуковског писма гласи:
ОВДЕ ПОЧИВА РАБ БОЖИИ МИЛОВАН ЕЛУШИЋ
БИВШИ ГЛАВНИ ТРГОВАЦ И МАРВЕНОКУПАЦ:
ДРАГАЧЕВСКИ ПОЖИВИ 40:ГОД:
И ПРЕСТАВИ СЕ У БЛАЖЕН: ВЕЧНОСТ: 12 МАЈА 1863. Г.
ОВАЈ БИЛЕГ СПОДИЖЕ ЖАЛОСНИ ОТАЦ МИЛИЋ ЕГО.
ПИСА ВАСИЛИЈЕ ТРАШЕВИЋ ИЗ ГОРАЧИЋА.